# Élections législatives partielles au cours de la Ve législature de la Cinquième République française
Des élections législatives partielles ont eu lieu durant la Ve législature de l'Assemblée nationale.

## Liste
| #  | Dates de l’élection            | Circonscription           | Député élu lors des élections législatives de 1973 | Parti | Parti   | Député élu ou réélu lors des élections législatives partielles | Parti | Parti   | Raison                                                           |
| -- | ------------------------------ | ------------------------- | -------------------------------------------------- | ----- | ------- | -------------------------------------------------------------- | ----- | ------- | ---------------------------------------------------------------- |
| 1  | 9 et 16 septembre 1973         | 1re des Landes            | André Mirtin                                       |       | UDR     | Roger Duroure                                                  |       | PS      | Annulation de l'élection sur décision du Conseil constitutionnel |
| 2  | 2 et 9 décembre 1973           | 1re de la Guadeloupe      | Léopold Hélène                                     |       | UDR     | Hégésippe Ibéné                                                |       | PCG     | Annulation de l'élection sur décision du Conseil constitutionnel |
| 3  | 29 septembre 1974              | 7e de la Loire-Atlantique | Olivier Guichard                                   |       | UDR     | Olivier Guichard                                               |       | UDR     | Démission suppléant                                              |
| 4  | 29 septembre 1974              | 8e de la Moselle          | Pierre Messmer                                     |       | UDR     | Pierre Messmer                                                 |       | UDR     | Démission suppléant                                              |
| 5  | 29 septembre et 6 octobre 1974 | 2e de l'Ardèche           | Henri Torre                                        |       | UDR     | Henri Torre                                                    |       | UDR     | Démission suppléant                                              |
| 6  | 29 septembre et 6 octobre 1974 | 3e de la Côte-d'Or        | Jean-Philippe Lecat                                |       | UDR     | Pierre Charles                                                 |       | MRG     | Démission suppléant                                              |
| 7  | 29 septembre et 6 octobre 1974 | 1re de la Dordogne        | Yves Guéna                                         |       | UDR     | Yves Guéna                                                     |       | UDR     | Démission suppléant                                              |
| 8  | 29 septembre et 6 octobre 1974 | 2e de la Savoie           | Joseph Fontanet                                    |       | CDP     | Maurice Blanc                                                  |       | PS      | Démission suppléant                                              |
| 9  | 25 mai 1975                    | 2e du Tarn                | Jacques Limouzy                                    |       | UDR     | Jacques Limouzy                                                |       | UDR     | Démission suppléant                                              |
| 10 | 8 et 15 juin 1975              | 6e de la Seine-Maritime   | Maurice Georges                                    |       | UDR     | Antoine Rufenacht                                              |       | UDR     | Démission député sortant                                         |
| 11 | 12 et 19 octobre 1975          | 2e de la Vienne           | Pierre Abelin                                      |       | CD      | Pierre Abelin                                                  |       | CD      | Décès suppléant                                                  |
| 12 | 9 mai 1976                     | 1re d'Indre-et-Loire      | Jean Royer                                         |       | DVD     | Jean Royer                                                     |       | DVD     | Démission suppléant                                              |
| 13 | 13 septembre 1976              | Polynésie française       | Francis Sanford                                    |       | E'a Api | Francis Sanford                                                |       | E'a Api | Démission député sortant                                         |
| 14 | 7 et 14 novembre 1976          | 2e de la Haute-Loire      | Jean-Claude Simon                                  |       | RI      | Louis Eyraud                                                   |       | PS      | Décès député sortant et suppléant                                |
| 15 | 14 novembre 1976               | 3e de la Corrèze          | Jacques Chirac                                     |       | UDR     | Jacques Chirac                                                 |       | UDR     | Départ du gouvernement et démission suppléant                    |
| 16 | 14 novembre 1976               | 3e de Paris               | Jean Tiberi                                        |       | UDR     | Jean Tiberi                                                    |       | UDR     | Départ du gouvernement et démission suppléant                    |
| 17 | 14 et 21 novembre 1976         | 4e de l'Allier            | Gabriel Péronnet                                   |       | Rad.    | Gabriel Péronnet                                               |       | Rad.    | Départ du gouvernement et démission suppléant                    |
| 18 | 14 et 21 novembre 1976         | 5e de la Gironde          | Aymar Achille-Fould                                |       | Rad.    | Aymar Achille-Fould                                            |       | Rad.    | Départ du gouvernement et démission suppléant                    |
| 19 | 14 et 21 novembre 1976         | 10e du Rhône              | Gérard Ducray                                      |       | RI      | André Poutissou                                                |       | PS      | Départ du gouvernement et démission suppléant                    |
| 20 | 14 et 21 novembre 1976         | 5e des Yvelines           | Bernard Destremau                                  |       | RI      | Bernard Destremau                                              |       | RI      | Départ du gouvernement et démission suppléant                    |
| 21 | 13 mars 1977                   | Mayotte                   | Aucun                                              | Aucun | Aucun   | Younoussa Bamana                                               |       | MPM     | Circonscription créée                                            |

## Élections partielles en 1973

### Première circonscription des Landes
| Candidat          | Candidat             | Parti         | Premier tour | Premier tour | Second tour | Second tour |  |
| Candidat          | Candidat             | Parti         | Voix         | %            | Voix        | %           |  |
| ----------------- | -------------------- | ------------- | ------------ | ------------ | ----------- | ----------- |  |
|                   | André Mirtin sortant | UDR (URP)     | 17 489       | 45,66        | 20 990      | 48,33       |  |
|                   | Roger Duroure élu    | PS            | 12 732       | 33,24        | 22 439      | 51,66       |  |
|                   | Jean Lespiau         | PCF           | 5 889        | 15,38        |             |             |  |
|                   | Jacques Bibette      | Rad (MR)      | 1 814        | 4,73         |             |             |  |
|                   | Élie Azoulay         | Libéral (PLF) | 373          | 0,97         |             |             |  |
|                   |                      |               |              |              |             |             |  |
| Inscrits          | Inscrits             | Inscrits      |              | 100,00       |             | 100,00      |  |
| Abstentions       |                      |               |              |              |             |             |  |
| Votants           |                      |               |              |              |             |             |  |
| Blancs et nuls    |                      |               |              |              |             |             |  |
| Exprimés          | Exprimés             | Exprimés      | 38 297       |              | 43 429      |             |  |
| Source : Le Monde |                      |               |              |              |             |             |  |

### Première circonscription de la Guadeloupe
| Candidat          | Candidat               | Parti                      | Premier tour | Premier tour | Second tour | Second tour |  |
| Candidat          | Candidat               | Parti                      | Voix         | %            | Voix        | %           |  |
| ----------------- | ---------------------- | -------------------------- | ------------ | ------------ | ----------- | ----------- |  |
|                   | Hégésippe Ibéné élu    | PCG                        | 11 470       | 57,52        | 13 946      | 56,34       |  |
|                   | Léopold Hélène sortant | UDR                        | 9 283        | 46,55        | 10 806      | 43,66       |  |
|                   | Charles Corbin         | Divers droite (Maj. prés.) | 267          | 1,34         |             |             |  |
|                   |                        |                            |              |              |             |             |  |
| Inscrits          | Inscrits               | Inscrits                   |              | 100,00       |             | 100,00      |  |
| Abstentions       |                        |                            |              |              |             |             |  |
| Votants           |                        |                            |              |              |             |             |  |
| Blancs et nuls    |                        |                            |              |              |             |             |  |
| Exprimés          | Exprimés               | Exprimés                   | 19 940       |              | 24 752      |             |  |
| Source : Le Monde |                        |                            |              |              |             |             |  |

## Élections partielles en 1974

### Septième circonscription de la Loire-Atlantique
|                                                | Olivier Guichard sortant réélu | UDR            | 19 996 | 56,14  |  |  |  |
|                                                | Philippe Segrétain             | PS             | 10 824 | 30,39  |  |  |  |
|                                                | Pierre Le Berche               | PCF            | 2 502  | 7,02   |  |  |  |
|                                                | Michel Barré                   | SAV            | 935    | 2,62   |  |  |  |
|                                                | Liliane Allain                 | LO             | 625    | 1,75   |  |  |  |
|                                                | Aldrig Russon                  | UDB            | 473    | 1,32   |  |  |  |
|                                                | Jean Peloux                    | FN             | 259    | 0,72   |  |  |  |
|                                                |                                |                |        |        |  |  |  |
| Inscrits                                       | Inscrits                       | Inscrits       | 54 634 | 100,00 |  |  |  |
| Abstentions                                    | Abstentions                    | Abstentions    | 18 204 | 33,32  |  |  |  |
| Votants                                        | Votants                        | Votants        | 36 430 | 66,68  |  |  |  |
| Blancs et nuls                                 | Blancs et nuls                 | Blancs et nuls | 816    | 2,24   |  |  |  |
| Exprimés                                       | Exprimés                       | Exprimés       | 35 614 | 97,76  |  |  |  |
| Source : Le Monde, édition du 1er octobre 1974 |                                |                |        |        |  |  |  |

### Huitième circonscription de la Moselle
|                                                | Pierre Messmer sortant réélu | UDR            | 23 201 | 54,77  |  |  |  |
|                                                | Aloyse Warhouver             | Centriste      | 7 111  | 16,78  |  |  |  |
|                                                | Oscar Gérard                 | Divers droite  | 5 655  | 13,35  |  |  |  |
|                                                | Vincent Thollon-Pommerol     | PS             | 3 885  | 9,17   |  |  |  |
|                                                | Francis Vigneron             | PCF            | 1 634  | 3,85   |  |  |  |
|                                                | Dominique Palacio            | LO             | 686    | 1,61   |  |  |  |
|                                                | Jean-Jacques Fleck           | FN             | 187    | 0,44   |  |  |  |
|                                                |                              |                |        |        |  |  |  |
| Inscrits                                       | Inscrits                     | Inscrits       | 59 357 | 100,00 |  |  |  |
| Abstentions                                    | Abstentions                  | Abstentions    | 15 943 | 26,86  |  |  |  |
| Votants                                        | Votants                      | Votants        | 43 414 | 73,14  |  |  |  |
| Blancs et nuls                                 | Blancs et nuls               | Blancs et nuls | 1 055  | 2,43   |  |  |  |
| Exprimés                                       | Exprimés                     | Exprimés       | 42 359 | 97,57  |  |  |  |
| Source : Le Monde, édition du 1er octobre 1974 |                              |                |        |        |  |  |  |

### Deuxième circonscription de l'Ardèche
| Candidat                                              | Candidat                  | Parti          | Premier tour | Premier tour | Second tour | Second tour |  |
| Candidat                                              | Candidat                  | Parti          | Voix         | %            | Voix        | %           |  |
| ----------------------------------------------------- | ------------------------- | -------------- | ------------ | ------------ | ----------- | ----------- |  |
|                                                       | Henri Torre sortant réélu | UDR            | 20 015       | 49,69        | 22 493      | 50,36       |  |
|                                                       | Louis Gaillard            | PS             | 13 887       | 34,48        | 22 168      | 49,63       |  |
|                                                       | Raymond Combe             | PCF            | 5 026        | 12,47        |             |             |  |
|                                                       | André Moulin              | LO             | 758          | 1,88         |             |             |  |
|                                                       | Jean-Paul Lagarrigue      | FN             | 587          | 1,45         |             |             |  |
|                                                       |                           |                |              |              |             |             |  |
| Inscrits                                              | Inscrits                  | Inscrits       | 62 375       | 100,00       | 62 391      | 100,00      |  |
| Abstentions                                           | Abstentions               | Abstentions    | 21 419       | 34,34        | 17 064      | 27,35       |  |
| Votants                                               | Votants                   | Votants        | 40 956       | 65,66        | 45 327      | 72,65       |  |
| Blancs et nuls                                        | Blancs et nuls            | Blancs et nuls | 683          | 1,67         | 666         | 1,47        |  |
| Exprimés                                              | Exprimés                  | Exprimés       | 40 273       | 98,33        | 44 661      | 98,53       |  |
| Source : Le Monde, éditions des 1er et 8 octobre 1974 |                           |                |              |              |             |             |  |

### Troisième circonscription de la Côte-d'Or
| Candidat                                              | Candidat                    | Parti          | Premier tour | Premier tour | Second tour | Second tour |  |
| Candidat                                              | Candidat                    | Parti          | Voix         | %            | Voix        | %           |  |
| ----------------------------------------------------- | --------------------------- | -------------- | ------------ | ------------ | ----------- | ----------- |  |
|                                                       | Jean-Philippe Lecat sortant | UDR            | 13 937       | 44,36        | 17 382      | 46,69       |  |
|                                                       | Pierre Charles élu          | MRG (PS)       | 12 708       | 40,45        | 19 854      | 53,31       |  |
|                                                       | Marcel Harbelot             | PCF            | 5 441        | 9,90         |             |             |  |
|                                                       | Jean Maupoil                | Sans étiquette | 800          | 2,54         |             |             |  |
|                                                       | Édouard Silberstein         | LO             | 516          | 1,64         |             |             |  |
|                                                       | Gilbert Cottinet            | FN             | 343          | 1,09         |             |             |  |
|                                                       |                             |                |              |              |             |             |  |
| Inscrits                                              | Inscrits                    | Inscrits       | 54 449       | 100,00       | 54 588      | 100,00      |  |
| Abstentions                                           | Abstentions                 | Abstentions    | 22 493       | 41,31        | 16 764      | 30,71       |  |
| Votants                                               | Votants                     | Votants        | 31 956       | 58,69        | 37 824      | 69,29       |  |
| Blancs et nuls                                        | Blancs et nuls              | Blancs et nuls | 541          | 1,69         | 588         | 1,55        |  |
| Exprimés                                              | Exprimés                    | Exprimés       | 31 415       | 98,31        | 37 236      | 98,45       |  |
| Source : Le Monde, éditions des 1er et 8 octobre 1974 |                             |                |              |              |             |             |  |

### Première circonscription de la Dordogne
| Candidat                                              | Candidat                 | Parti          | Premier tour | Premier tour | Second tour | Second tour |  |
| Candidat                                              | Candidat                 | Parti          | Voix         | %            | Voix        | %           |  |
| ----------------------------------------------------- | ------------------------ | -------------- | ------------ | ------------ | ----------- | ----------- |  |
|                                                       | Yves Guéna sortant réélu | UDR            | 24 164       | 45,19        | 29 446      | 51,67       |  |
|                                                       | Yves Péron               | PCF            | 16 275       | 30,43        | 27 533      | 48,32       |  |
|                                                       | Aris Salviat             | MRG (PS)       | 12 047       | 22,52        | Retrait     | Retrait     |  |
|                                                       | Jean-François Mas        | LO             | 473          | 0,88         |             |             |  |
|                                                       | Guy Aymat                | FN             | 367          | 0,68         |             |             |  |
|                                                       | Edmond Schmitthausler    | GO (FP)        | 145          | 0,27         |             |             |  |
|                                                       |                          |                |              |              |             |             |  |
| Inscrits                                              | Inscrits                 | Inscrits       | 71 839       | 100,00       | 71 739      | 100,00      |  |
| Abstentions                                           | Abstentions              | Abstentions    | 17 471       | 24,32        | 12 949      | 18,05       |  |
| Votants                                               | Votants                  | Votants        | 54 368       | 75,68        | 58 790      | 81,95       |  |
| Blancs et nuls                                        | Blancs et nuls           | Blancs et nuls | 897          | 1,65         | 1 811       | 3,08        |  |
| Exprimés                                              | Exprimés                 | Exprimés       | 53 471       | 98,35        | 56 979      | 96,92       |  |
| Source : Le Monde, éditions des 1er et 8 octobre 1974 |                          |                |              |              |             |             |  |

### Deuxième circonscription de la Savoie
| Candidat                                              | Candidat                | Parti                | Premier tour | Premier tour | Second tour | Second tour |  |
| Candidat                                              | Candidat                | Parti                | Voix         | %            | Voix        | %           |  |
| ----------------------------------------------------- | ----------------------- | -------------------- | ------------ | ------------ | ----------- | ----------- |  |
|                                                       | Joseph Fontanet sortant | CDP (Maj. prés.)     | 11 964       | 37,89        | 15 148      | 41,64       |  |
|                                                       | Maurice Blanc élu       | PS                   | 9 922        | 31,42        | 21 232      | 58,36       |  |
|                                                       | Marcel Rochaix          | PCF                  | 8 186        | 25,93        | Retrait     | Retrait     |  |
|                                                       | Charles Denu            | Divers droite (Maj.) | 1 249        | 3,95         |             |             |  |
|                                                       | Roland Calmel           | LO                   | 132          | 0,41         |             |             |  |
|                                                       | Jean Merlo              | Extrême gauche (OCI) | 116          | 0,36         |             |             |  |
|                                                       |                         |                      |              |              |             |             |  |
| Inscrits                                              | Inscrits                | Inscrits             | 51 741       | 100,00       | 51 720      | 100,00      |  |
| Abstentions                                           | Abstentions             | Abstentions          | 19 770       | 38,21        | 14 875      | 28,76       |  |
| Votants                                               | Votants                 | Votants              | 31 971       | 61,79        | 36 845      | 71,24       |  |
| Blancs et nuls                                        | Blancs et nuls          | Blancs et nuls       | 402          | 1,26         | 465         | 1,26        |  |
| Exprimés                                              | Exprimés                | Exprimés             | 31 569       | 98,74        | 36 380      | 98,74       |  |
| Source : Le Monde, éditions des 1er et 8 octobre 1974 |                         |                      |              |              |             |             |  |

## Élections partielles en 1975

### Deuxième circonscription du Tarn
|                                           | Jacques Limouzy sortant réélu | UDR            | 31 530 | 54,42  |  |  |  |
|                                           | Michel Tournier               | PS             | 13 905 | 24,00  |  |  |  |
|                                           | Jean Ortiz                    | PCF            | 7 476  | 12,90  |  |  |  |
|                                           | Bernard Raynaud               | MRG            | 3 624  | 6,25   |  |  |  |
|                                           | Chantal Cauquil               | LO             | 1 409  | 2,43   |  |  |  |
|                                           |                               |                |        |        |  |  |  |
| Inscrits                                  | Inscrits                      | Inscrits       | 76 977 | 100,00 |  |  |  |
| Abstentions                               | Abstentions                   | Abstentions    | 17 250 | 22,41  |  |  |  |
| Votants                                   | Votants                       | Votants        | 59 727 | 77,59  |  |  |  |
| Blancs et nuls                            | Blancs et nuls                | Blancs et nuls | 1 783  | 2,99   |  |  |  |
| Exprimés                                  | Exprimés                      | Exprimés       | 57 944 | 97,01  |  |  |  |
| Source : Le Monde, édition du 27 mai 1975 |                               |                |        |        |  |  |  |

### Sixième circonscription de la Seine-Maritime
| Candidat                                           | Candidat                   | Parti                     | Premier tour | Premier tour | Second tour | Second tour |  |
| Candidat                                           | Candidat                   | Parti                     | Voix         | %            | Voix        | %           |  |
| -------------------------------------------------- | -------------------------- | ------------------------- | ------------ | ------------ | ----------- | ----------- |  |
|                                                    | Antoine Rufenacht élu      | UDR                       | 17 712       | 33,44        | 32 203      | 53,44       |  |
|                                                    | Daniel Colliard            | PCF                       | 16 574       | 31,29        | 28 057      | 46,55       |  |
|                                                    | Jacqueline Rubé            | PS                        | 8 189        | 15,46        |             |             |  |
|                                                    | Jean-Marc Olivier          | CR (MR)                   | 4 980        | 9,40         |             |             |  |
|                                                    | Paul Lanos                 | Divers droite (Gaulliste) | 3 536        | 6,67         |             |             |  |
|                                                    | Paul Reguer                | PSU                       | 697          | 1,31         |             |             |  |
|                                                    | Jean Cadiou                | FN                        | 606          | 1,14         |             |             |  |
|                                                    | Jean-Marie Toullec         | LCR                       | 404          | 0,76         |             |             |  |
|                                                    | Abd-el-Krim Ben Lahoussine | LO                        | 267          | 0,50         |             |             |  |
|                                                    |                            |                           |              |              |             |             |  |
| Inscrits                                           | Inscrits                   | Inscrits                  | 89 348       | 100,00       | 89 340      | 100,00      |  |
| Abstentions                                        | Abstentions                | Abstentions               | 35 694       | 39,95        | 27 543      | 30,83       |  |
| Votants                                            | Votants                    | Votants                   | 53 654       | 60,05        | 61 797      | 69,17       |  |
| Blancs et nuls                                     | Blancs et nuls             | Blancs et nuls            | 689          | 1,28         | 1 537       | 2,49        |  |
| Exprimés                                           | Exprimés                   | Exprimés                  | 52 965       | 98,72        | 60 260      | 97,51       |  |
| Source : Le Monde, éditions des 11 et 17 juin 1975 |                            |                           |              |              |             |             |  |

### Deuxième circonscription de la Vienne
| Candidat                                             | Candidat          | Parti          | Premier tour | Premier tour | Second tour | Second tour |  |
| Candidat                                             | Candidat          | Parti          | Voix         | %            | Voix        | %           |  |
| ---------------------------------------------------- | ----------------- | -------------- | ------------ | ------------ | ----------- | ----------- |  |
|                                                      | Pierre Abelin élu | CD             | 21 467       | 49,41        | 27 418      | 52,60       |  |
|                                                      | Édith Cresson     | PS             | 9 775        | 22,50        | 24 700      | 47,39       |  |
|                                                      | Paul Fromonteil   | PCF            | 9 339        | 21,49        | Retrait     | Retrait     |  |
|                                                      | André Roussel     | MDD            | 1 982        | 4,56         |             |             |  |
|                                                      | Robert Cerisier   | LO             | 683          | 1,57         |             |             |  |
|                                                      | Jean Hourcq       | Extrême droite | 196          | 0,45         |             |             |  |
|                                                      |                   |                |              |              |             |             |  |
| Inscrits                                             | Inscrits          | Inscrits       | 69 836       | 100,00       | 69 789      | 100,00      |  |
| Abstentions                                          | Abstentions       | Abstentions    | 25 336       | 36,28        | 16 365      | 23,45       |  |
| Votants                                              | Votants           | Votants        | 44 500       | 63,72        | 53 424      | 76,55       |  |
| Blancs et nuls                                       | Blancs et nuls    | Blancs et nuls | 1 058        | 2,38         | 1 306       | 2,44        |  |
| Exprimés                                             | Exprimés          | Exprimés       | 43 442       | 97,62        | 52 118      | 97,56       |  |
| Source : Le Monde, éditions des 14 et 21 octobre1975 |                   |                |              |              |             |             |  |

## Élections partielles en 1976

### Première circonscription d'Indre-et-Loire
|                                           | Jean Royer élu    | Divers droite      | 26 702 | 56,09  |  |  |  |
|                                           | Paul Lussault     | PS                 | 10 252 | 21,53  |  |  |  |
|                                           | Vincent Labeyrie  | PCF                | 8 539  | 17,93  |  |  |  |
|                                           | Alain Herrault    | PRV                | 1 300  | 2,73   |  |  |  |
|                                           | Daniel Vitry      | LO                 | 276    | 0,75   |  |  |  |
|                                           | Pierre Charras    | Sans étiquette     | 168    | 0,35   |  |  |  |
|                                           | Frédéric Castello | LCR                | 166    | 0,34   |  |  |  |
|                                           | Maya Surduts      | PSU (Révolution !) | 156    | 0,32   |  |  |  |
|                                           | Régina Aubin      | Divers             | 46     | 0,09   |  |  |  |
|                                           |                   |                    |        |        |  |  |  |
| Inscrits                                  | Inscrits          | Inscrits           | 75 637 | 100,00 |  |  |  |
| Abstentions                               | Abstentions       | Abstentions        | 26 836 | 35,48  |  |  |  |
| Votants                                   | Votants           | Votants            | 48 801 | 64,52  |  |  |  |
| Blancs et nuls                            | Blancs et nuls    | Blancs et nuls     | 1 196  | 2,45   |  |  |  |
| Exprimés                                  | Exprimés          | Exprimés           | 47 605 | 97,55  |  |  |  |
| Source : Le Monde, édition du 11 mai 1976 |                   |                    |        |        |  |  |  |

### Circonscription de la Polynésie française
|                                                 | Francis Sanford sortant réélu | E'a Api (FUAI)       | 22 447 | 55,74  |  |  |  |
|                                                 | Gaston Flosse                 | UT-UDR (MCI)         | 13 879 | 34,46  |  |  |  |
|                                                 | Charles Taufa                 | Divers droite        | 2 932  | 7,28   |  |  |  |
|                                                 | Charlie Ching                 | Divers gauche (TTTT) | 682    | 1,69   |  |  |  |
|                                                 | Eritaia Tefaatau              | Sans étiquette       | 334    | 0,83   |  |  |  |
|                                                 |                               |                      |        |        |  |  |  |
| Inscrits                                        | Inscrits                      | Inscrits             |        | 100,00 |  |  |  |
| Abstentions                                     |                               |                      |        |        |  |  |  |
| Votants                                         |                               |                      |        |        |  |  |  |
| Blancs et nuls                                  |                               |                      |        |        |  |  |  |
| Exprimés                                        |                               |                      |        |        |  |  |  |
| Source : Le Monde, édition du 15 septembre 1976 |                               |                      |        |        |  |  |  |

### Deuxième circonscription de la Haute-Loire
| Candidat                                              | Candidat             | Parti          | Premier tour | Premier tour | Second tour | Second tour |  |
| Candidat                                              | Candidat             | Parti          | Voix         | %            | Voix        | %           |  |
| ----------------------------------------------------- | -------------------- | -------------- | ------------ | ------------ | ----------- | ----------- |  |
|                                                       | Jean Proriol         | RI             | 22 627       | 47,90        | 26 957      | 49,76       |  |
|                                                       | Louis Eyraud élu     | PS             | 20 031       | 42,40        | 27 208      | 50,23       |  |
|                                                       | Jean Benoit          | PCF            | 3 076        | 6,51         |             |             |  |
|                                                       | Jacques Bosio-Gillet | FN             | 793          | 1,67         |             |             |  |
|                                                       | Michel Petiot        | LO             | 710          | 1,50         |             |             |  |
|                                                       |                      |                |              |              |             |             |  |
| Inscrits                                              | Inscrits             | Inscrits       | 69 878       | 100,00       | 69 904      | 100,00      |  |
| Abstentions                                           | Abstentions          | Abstentions    | 21 953       | 31,42        | 15 159      | 21,69       |  |
| Votants                                               | Votants              | Votants        | 47 925       | 68,58        | 54 745      | 78,31       |  |
| Blancs et nuls                                        | Blancs et nuls       | Blancs et nuls | 688          | 1,44         | 580         | 1,06        |  |
| Exprimés                                              | Exprimés             | Exprimés       | 47 237       | 98,56        | 54 165      | 98,94       |  |
| Source : Le Monde, éditions des 9 et 16 novembre 1976 |                      |                |              |              |             |             |  |

### Troisième circonscription de la Corrèze
|                                                | Jacques Chirac sortant réélu    | UDR            | 21 146 | 53,65  |  |  |  |
|                                                | Christian Audouin               | PCF            | 8 771  | 22,25  |  |  |  |
|                                                | Bernard Coutaud                 | PS             | 8 461  | 21,47  |  |  |  |
|                                                | Jacques Ricard                  | FN             | 412    | 1,04   |  |  |  |
|                                                | Micheline Moratille             | LO             | 310    | 0,78   |  |  |  |
|                                                | Marguerite, dite Maguy Guillien | PSU            | 206    | 0,52   |  |  |  |
|                                                | Dominique Daste                 | Sans étiquette | 102    | 0,25   |  |  |  |
|                                                |                                 |                |        |        |  |  |  |
| Inscrits                                       | Inscrits                        | Inscrits       | 47 224 | 100,00 |  |  |  |
| Abstentions                                    | Abstentions                     | Abstentions    | 7 365  | 15,6   |  |  |  |
| Votants                                        | Votants                         | Votants        | 39 859 | 84,4   |  |  |  |
| Blancs et nuls                                 | Blancs et nuls                  | Blancs et nuls | 451    | 1,13   |  |  |  |
| Exprimés                                       | Exprimés                        | Exprimés       | 39 408 | 98,87  |  |  |  |
| Source : Le Monde, édition du 16 novembre 1976 |                                 |                |        |        |  |  |  |

### Troisième circonscription de Paris
|                                                | Jean Tiberi sortant réélu   | UDR                    | 12 491 | 54,36  |  |  |  |
|                                                | Pierre Guidoni              | PS                     | 4 534  | 19,73  |  |  |  |
|                                                | Jean Elleinstein            | PCF                    | 2 538  | 11,04  |  |  |  |
|                                                | Brice Lalonde               | Divers écologiste (AT) | 1 510  | 6,57   |  |  |  |
|                                                | Victor Leduc                | PSU                    | 373    | 1,62   |  |  |  |
|                                                | Albert Brimo                | Centriste              | 368    | 1,61   |  |  |  |
|                                                | Alain Renault               | FN                     | 343    | 1,49   |  |  |  |
|                                                | André Dupont                | Sans étiquette         | 238    | 1,03   |  |  |  |
|                                                | Christian Azaïs             | GO (UJP) (MDD)         | 150    | 0,65   |  |  |  |
|                                                | Henri Weber                 | LCR                    | 131    | 0,57   |  |  |  |
|                                                | Robert Azoulay              | Divers droite          | 85     | 0,37   |  |  |  |
|                                                | Yvonne de Spirt             | LO                     | 75     | 0,32   |  |  |  |
|                                                | Pierre Fougeyrollas         | Extrême gauche (OCI)   | 68     | 0,29   |  |  |  |
|                                                | Jean Marne                  | Divers droite          | 47     | 0,20   |  |  |  |
|                                                | François Van Alder Weireldt | Extrême droite (GAJ)   | 29     | 0,12   |  |  |  |
|                                                |                             |                        |        |        |  |  |  |
| Inscrits                                       | Inscrits                    | Inscrits               | 44 672 | 100,00 |  |  |  |
| Abstentions                                    | Abstentions                 | Abstentions            | 21 493 | 48,11  |  |  |  |
| Votants                                        | Votants                     | Votants                | 23 179 | 51,89  |  |  |  |
| Blancs et nuls                                 | Blancs et nuls              | Blancs et nuls         | 199    | 0,86   |  |  |  |
| Exprimés                                       | Exprimés                    | Exprimés               | 22 980 | 99,14  |  |  |  |
| Source : Le Monde, édition du 16 novembre 1976 |                             |                        |        |        |  |  |  |

### Quatrième circonscription de l'Allier
| Candidat                                               | Candidat                       | Parti          | Premier tour | Premier tour | Second tour | Second tour |  |
| Candidat                                               | Candidat                       | Parti          | Voix         | %            | Voix        | %           |  |
| ------------------------------------------------------ | ------------------------------ | -------------- | ------------ | ------------ | ----------- | ----------- |  |
|                                                        | Gabriel Péronnet sortant réélu | PRV            | 20 276       | 46,19        | 25 738      | 54,00       |  |
|                                                        | Charles Marcilly               | PCF            | 10 000       | 22,78        | 21 925      | 46,00       |  |
|                                                        | Jean-Michel Belorgey           | PS             | 9 538        | 21,73        | Retrait     | Retrait     |  |
|                                                        | Axel Guillaumin                | FP             | 2 363        | 5,38         |             |             |  |
|                                                        | Marie-Christine Bourry         | LO             | 957          | 2,18         |             |             |  |
|                                                        | Jean-Claude Waterlot           | FN             | 762          | 1,73         |             |             |  |
|                                                        |                                |                |              |              |             |             |  |
| Inscrits                                               | Inscrits                       | Inscrits       | 70 895       | 100,00       | 70 853      | 100,00      |  |
| Abstentions                                            | Abstentions                    | Abstentions    | 25 758       | 36,33        | 21 265      | 30,01       |  |
| Votants                                                | Votants                        | Votants        | 45 137       | 63,67        | 49 588      | 69,99       |  |
| Blancs et nuls                                         | Blancs et nuls                 | Blancs et nuls | 1 241        | 2,75         | 1 925       | 3,88        |  |
| Exprimés                                               | Exprimés                       | Exprimés       | 43 896       | 97,25        | 47 663      | 96,12       |  |
| Source : Le Monde, éditions des 16 et 23 novembre 1976 |                                |                |              |              |             |             |  |

### Cinquième circonscription de la Gironde
| Candidat                                               | Candidat                          | Parti              | Premier tour | Premier tour | Second tour | Second tour |  |
| Candidat                                               | Candidat                          | Parti              | Voix         | %            | Voix        | %           |  |
| ------------------------------------------------------ | --------------------------------- | ------------------ | ------------ | ------------ | ----------- | ----------- |  |
|                                                        | Aymar Achille-Fould sortant réélu | RI                 | 22 287       | 49,65        | 26 328      | 51,37       |  |
|                                                        | Raymond-Georges Julien            | MRG (PS)           | 15 956       | 35,55        | 24 914      | 48,62       |  |
|                                                        | Alain Chancogne                   | PCF                | 5 610        | 12,50        |             |             |  |
|                                                        | Gérard Barthélemy                 | LO                 | 524          | 1,16         |             |             |  |
|                                                        | Jean-Pierre Fontagnère            | PSU (Révolution !) | 503          | 1,12         |             |             |  |
|                                                        |                                   |                    |              |              |             |             |  |
| Inscrits                                               | Inscrits                          | Inscrits           | 71 951       | 100,00       | 72 672      | 100,00      |  |
| Abstentions                                            | Abstentions                       | Abstentions        | 26 237       | 36,47        | 20 750      | 28,55       |  |
| Votants                                                | Votants                           | Votants            | 45 714       | 63,53        | 51 922      | 71,45       |  |
| Blancs et nuls                                         | Blancs et nuls                    | Blancs et nuls     | 834          | 1,82         | 680         | 1,31        |  |
| Exprimés                                               | Exprimés                          | Exprimés           | 44 880       | 98,18        | 51 242      | 98,69       |  |
| Source : Le Monde, éditions des 16 et 23 novembre 1976 |                                   |                    |              |              |             |             |  |

### Dixième circonscription du Rhône
| Candidat                                               | Candidat              | Parti          | Premier tour | Premier tour | Second tour | Second tour |  |
| Candidat                                               | Candidat              | Parti          | Voix         | %            | Voix        | %           |  |
| ------------------------------------------------------ | --------------------- | -------------- | ------------ | ------------ | ----------- | ----------- |  |
|                                                        | Gérard Ducray sortant | RI             | 14 429       | 44,86        | 17 884      | 48,65       |  |
|                                                        | André Poutissou élu   | PS             | 11 125       | 34,58        | 20 449      | 51,35       |  |
|                                                        | Jean Vilanova         | PCF            | 3 317        | 10,31        |             |             |  |
|                                                        | Claude Cimetière      | MRG            | 1 327        | 4,12         |             |             |  |
|                                                        | Christian Baeckeroot  | FN             | 716          | 2,22         |             |             |  |
|                                                        | Gérard Dubreuil       | PSU            | 643          | 1,99         |             |             |  |
|                                                        | Evelyne Couzon        | LO             | 607          | 1,88         |             |             |  |
|                                                        |                       |                |              |              |             |             |  |
| Inscrits                                               | Inscrits              | Inscrits       | 55 446       | 100,00       | 55 444      | 100,00      |  |
| Abstentions                                            | Abstentions           | Abstentions    | 22 327       | 40,27        | 16 266      | 29,34       |  |
| Votants                                                | Votants               | Votants        | 33 119       | 59,73        | 39 178      | 70,66       |  |
| Blancs et nuls                                         | Blancs et nuls        | Blancs et nuls | 955          | 2,88         | 845         | 2,16        |  |
| Exprimés                                               | Exprimés              | Exprimés       | 32 164       | 97,12        | 38 333      | 97,84       |  |
| Source : Le Monde, éditions des 16 et 23 novembre 1976 |                       |                |              |              |             |             |  |

### Cinquième circonscription des Yvelines
| Candidat                                               | Candidat                        | Parti             | Premier tour | Premier tour | Second tour | Second tour |  |
| Candidat                                               | Candidat                        | Parti             | Voix         | %            | Voix        | %           |  |
| ------------------------------------------------------ | ------------------------------- | ----------------- | ------------ | ------------ | ----------- | ----------- |  |
|                                                        | Jean Cuguen                     | PCF               | 7 744        | 26,54        | 17 137      | 49,34       |  |
|                                                        | Bernard Destremau sortant réélu | RI                | 6 375        | 21,85        | 17 592      | 50,65       |  |
|                                                        | André Damien                    | CDS               | 5 547        | 19,01        |             |             |  |
|                                                        | Nicole Questiaux                | PS                | 5 056        | 17,33        |             |             |  |
|                                                        | Maxime Guay                     | Divers droite     | 1 295        | 4,43         |             |             |  |
|                                                        | André Hautot                    | Divers écologiste | 956          | 3,27         |             |             |  |
|                                                        | M. Dromard                      | Divers droite     | 951          | 3,25         |             |             |  |
|                                                        | Michel Petiot                   | LO                | 710          | 1,50         |             |             |  |
|                                                        | Dominique Vastel                | MRG               | 518          | 1,77         |             |             |  |
|                                                        | Geneviève Petiot                | PSU               | 476          | 1,63         |             |             |  |
|                                                        | Bernadette Hérout               | LO                | 255          | 0,87         |             |             |  |
|                                                        |                                 |                   |              |              |             |             |  |
| Inscrits                                               | Inscrits                        | Inscrits          | 61 036       | 100,00       | 61 026      | 100,00      |  |
| Abstentions                                            | Abstentions                     | Abstentions       | 30 959       | 50,72        | 24 605      | 40,32       |  |
| Votants                                                | Votants                         | Votants           | 30 077       | 49,28        | 36 421      | 59,68       |  |
| Blancs et nuls                                         | Blancs et nuls                  | Blancs et nuls    | 354          | 1,18         | 1 694       | 4,65        |  |
| Exprimés                                               | Exprimés                        | Exprimés          | 29 723       | 98,82        | 34 727      | 95,35       |  |
| Source : Le Monde, éditions des 16 et 23 novembre 1976 |                                 |                   |              |              |             |             |  |

## Élections partielles en 1977

### Circonscription de Mayotte
|                                            | Younoussa Bamana élu | Centriste (MPM) | 14 868 | 100,00 |  |  |  |
|                                            |                      |                 |        |        |  |  |  |
| Inscrits                                   | Inscrits             | Inscrits        | 18 848 | 100,00 |  |  |  |
| Abstentions                                | Abstentions          | Abstentions     | 3 588  | 19,04  |  |  |  |
| Votants                                    | Votants              | Votants         | 15 260 | 80,96  |  |  |  |
| Blancs et nuls                             | Blancs et nuls       | Blancs et nuls  | 392    | 2,57   |  |  |  |
| Exprimés                                   | Exprimés             | Exprimés        | 14 868 | 97,43  |  |  |  |
| Source : Le Monde, édition du 17 mars 1977 |                      |                 |        |        |  |  |  |